# Villa du Moulin-Dagobert
La villa du Moulin-Dagobert est une voie du 11e arrondissement de Paris, en France.

## Situation et accès
La villa du Moulin-Dagobert est une voie publique située dans le 11e arrondissement de Paris. Elle débute au 21 ter, rue Voltaire et se termine en impasse.

## Origine du nom

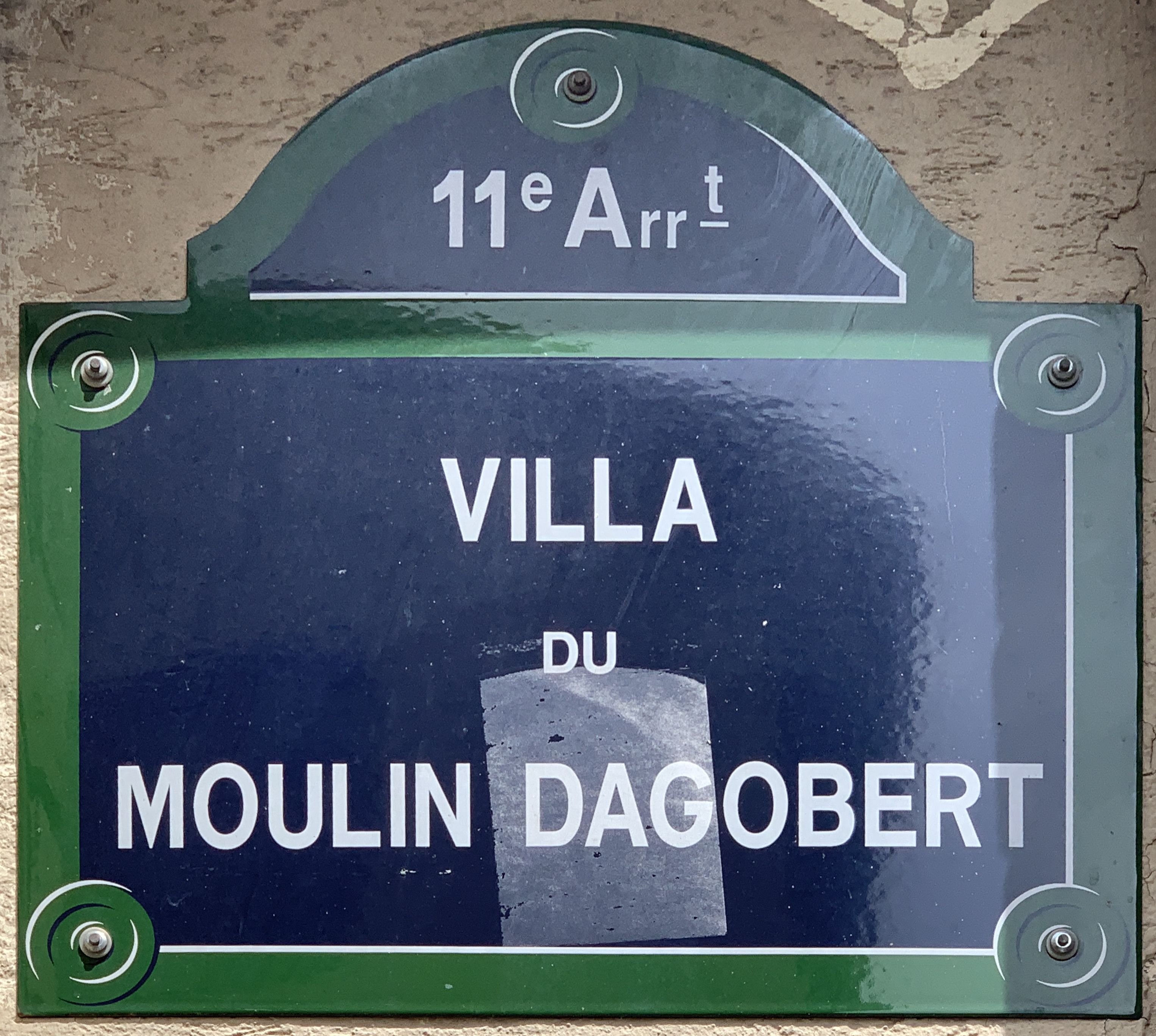
Plaque de la voie.

Cette voie doit son nom à la proximité d'un ancien lieu-dit, Moulin Dagobert, dont il est fait mention sur le cadastre napoléonien.

## Historique
La voie est classée dans la voirie parisienne par arrêté municipal du 15 mai 1995, sous le nom provisoire de « voie J/11 », et prend sa dénomination actuelle par arrêté municipal du 5 juin 2000.